# Mausolée Sidi Ali Ennouri
Le mausolée Sidi Ali Ennouri, dit aussi zaouiet Sidi Ali Ennouri (arabe : زاوية سيدي علي النوري) ou encore Az-zaouiya An-nouriya (الزاوية النورية), est l'une des zaouïas les plus connues de la médina de Sfax et le siège d'une confrérie soufie.

## Localisation

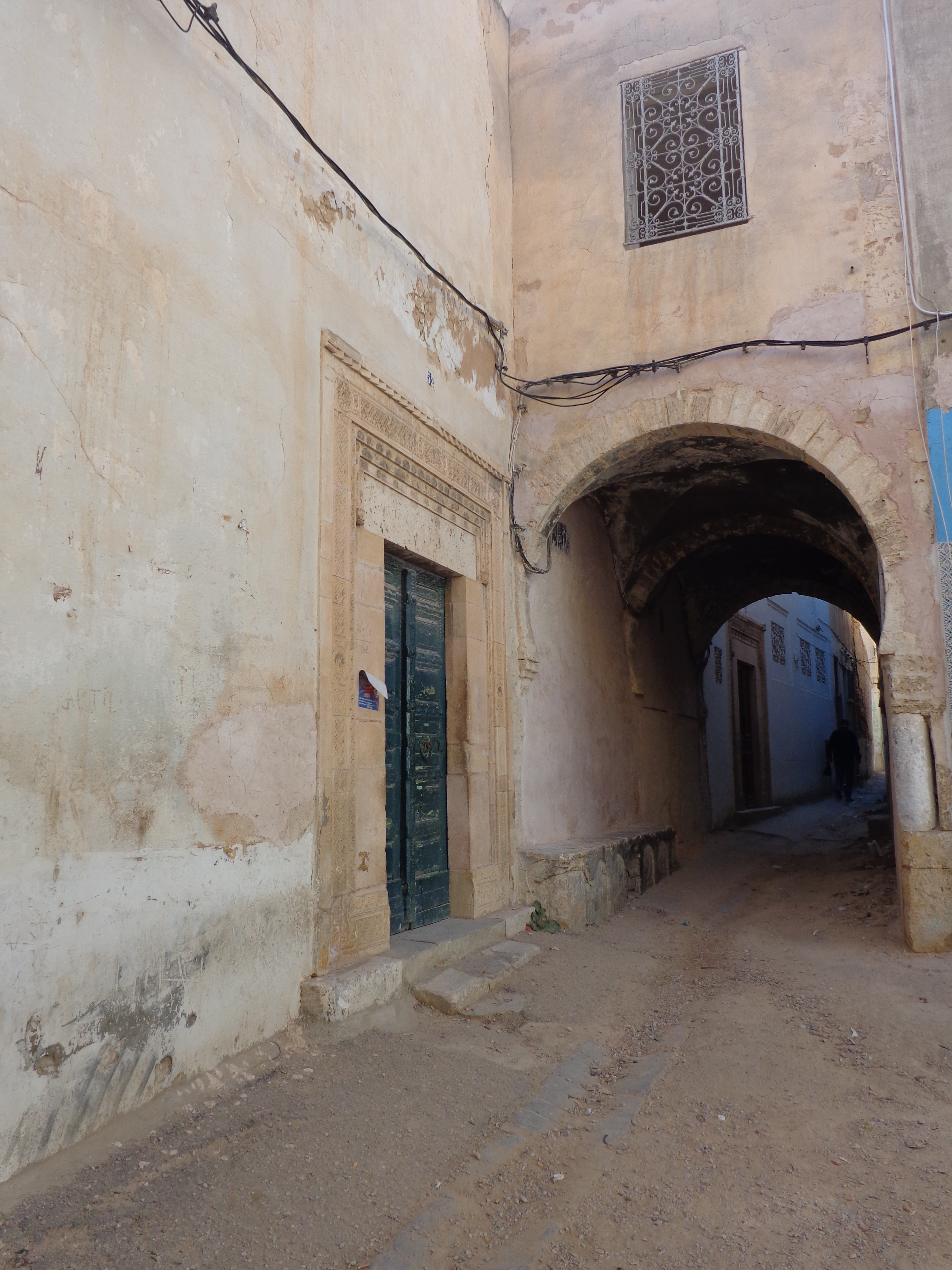
Porte d'entrée sur la rue Sidi Khalil.

Le mausolée se situe dans un quartier résidentiel « aristocratique » dans la partie orientale de la médina de Sfax.
Adossé au Dar Jellouli (ancienne demeure reconvertie en musée), il est délimité à l'est par la rue Ali-Ennouri et au nord par la rue Sidi Khalil, d'où on accède à l'édifice.

## Histoire
Les sources écrites ne retiennent pas une date exacte de la construction de ce mausolée. On la situe dans la seconde moitié du XVIIe siècle, à l'ère des beys mouradites. Au début, il s'agissait de la demeure du saint sfaxien Sidi Ali Ennouri (1643-1706). De retour de ses études au Caire en 1668, ce dernier fonde une confrérie soufie et transforme l'édifice en une zaouïa, où il dispense un enseignement religieux. De plus, ce mausolée assure l'hébergement des élèves étrangers de la grande mosquée de Sfax.
Il sert aussi à des fins politique et militaire en étant une base d'organisation de la lutte des Sfaxiens contre les Hospitaliers de l'ordre de Saint-Jean de Jérusalem dans leurs affrontements au début du XVIIIe siècle.

## Description

### Architecture

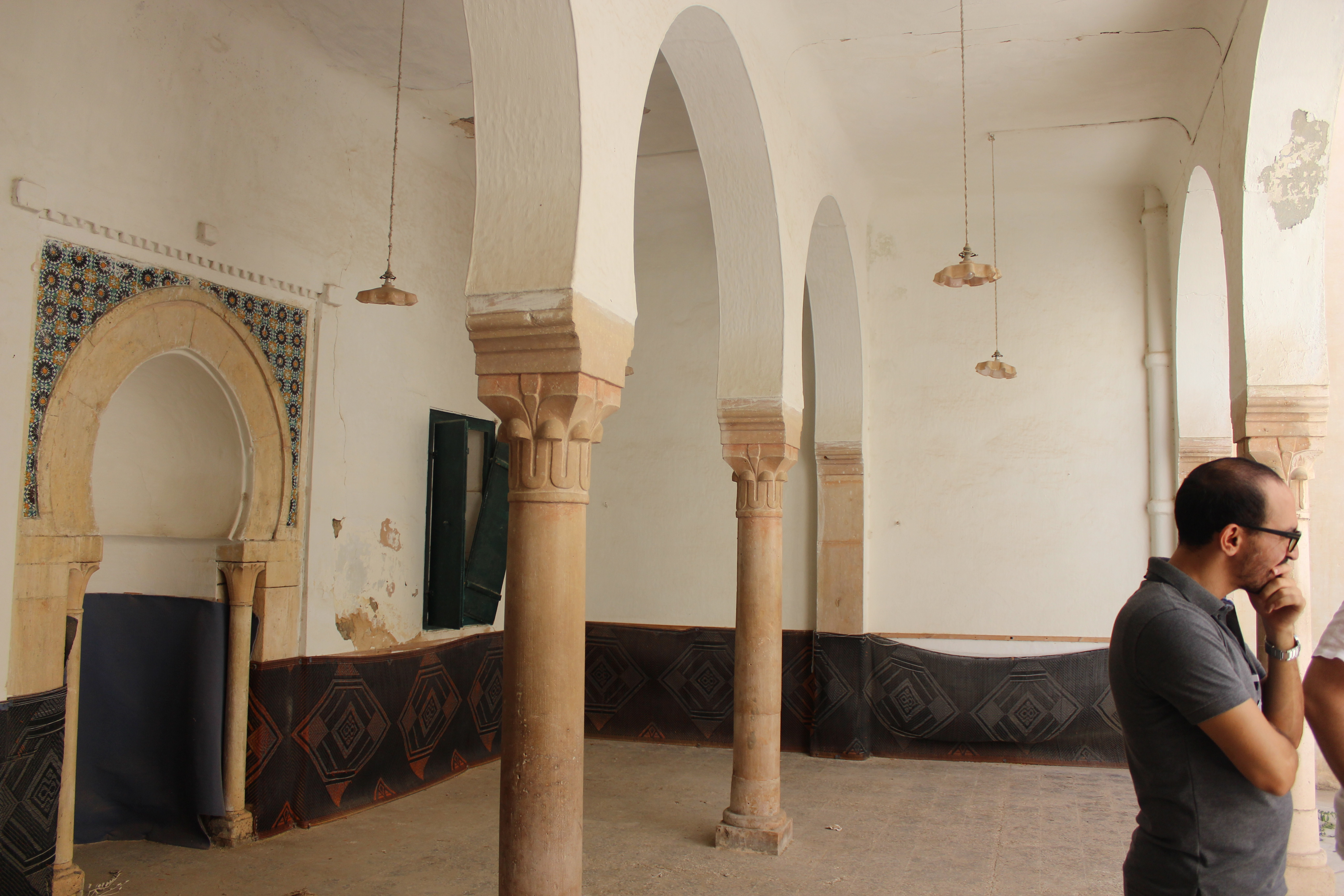
Galerie du patio.

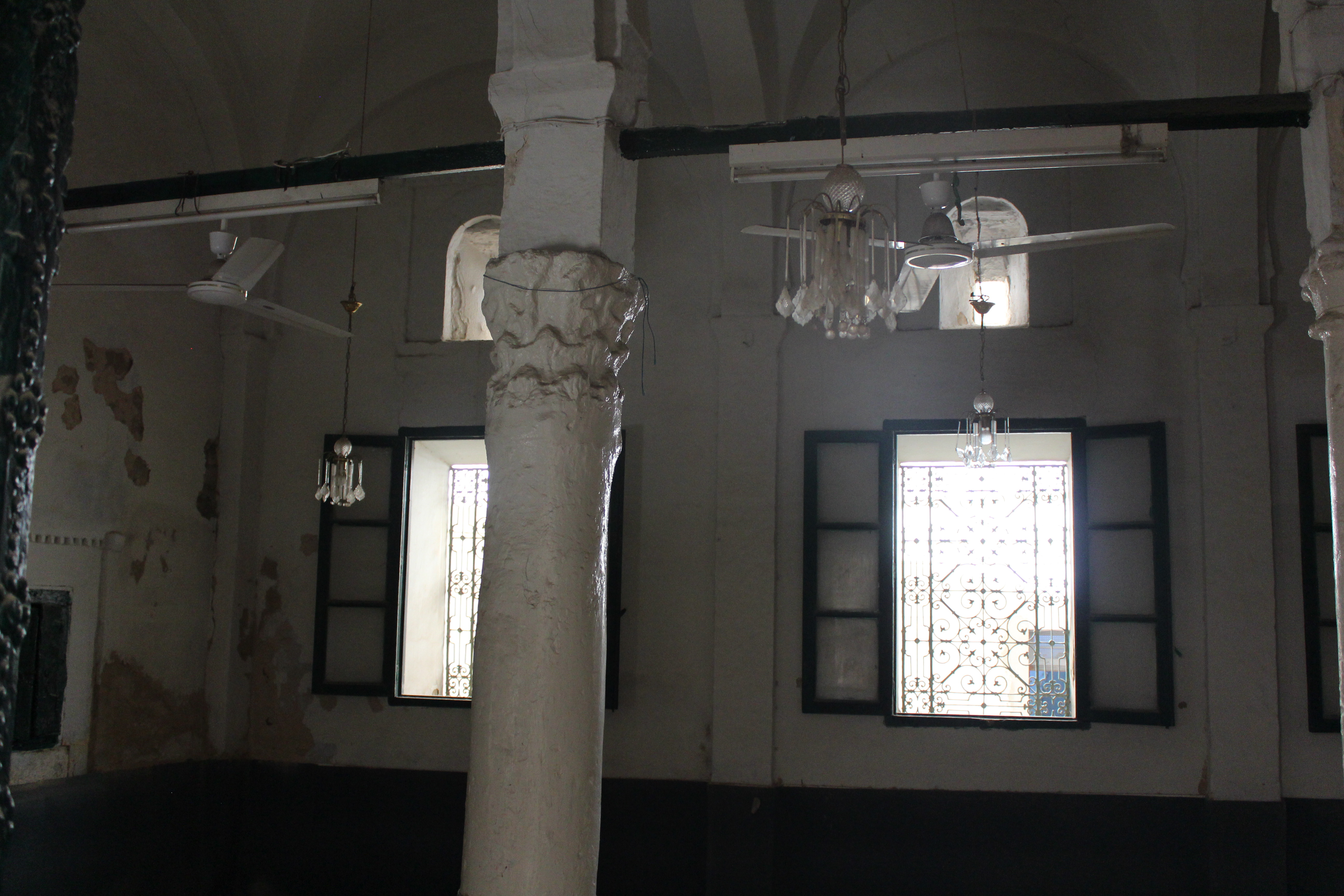
Salle de prière.

Initialement conçu comme la maison de Sidi Ali Ennouri, le mausolée garde les caractéristiques d'une demeure citadine privée. Ceci est perceptible à travers sa taille relativement réduite (quatorze mètres sur quinze) ainsi que sa configuration spatiale composée d'un vestibule d'entrée (avec une salle d'ablutions), un patio avec une galerie latérale du côté sud, une salle de prière et des cellules pour l'hébergement des élèves. D'autres cellules de même vocation sont aménagées à l'étage.

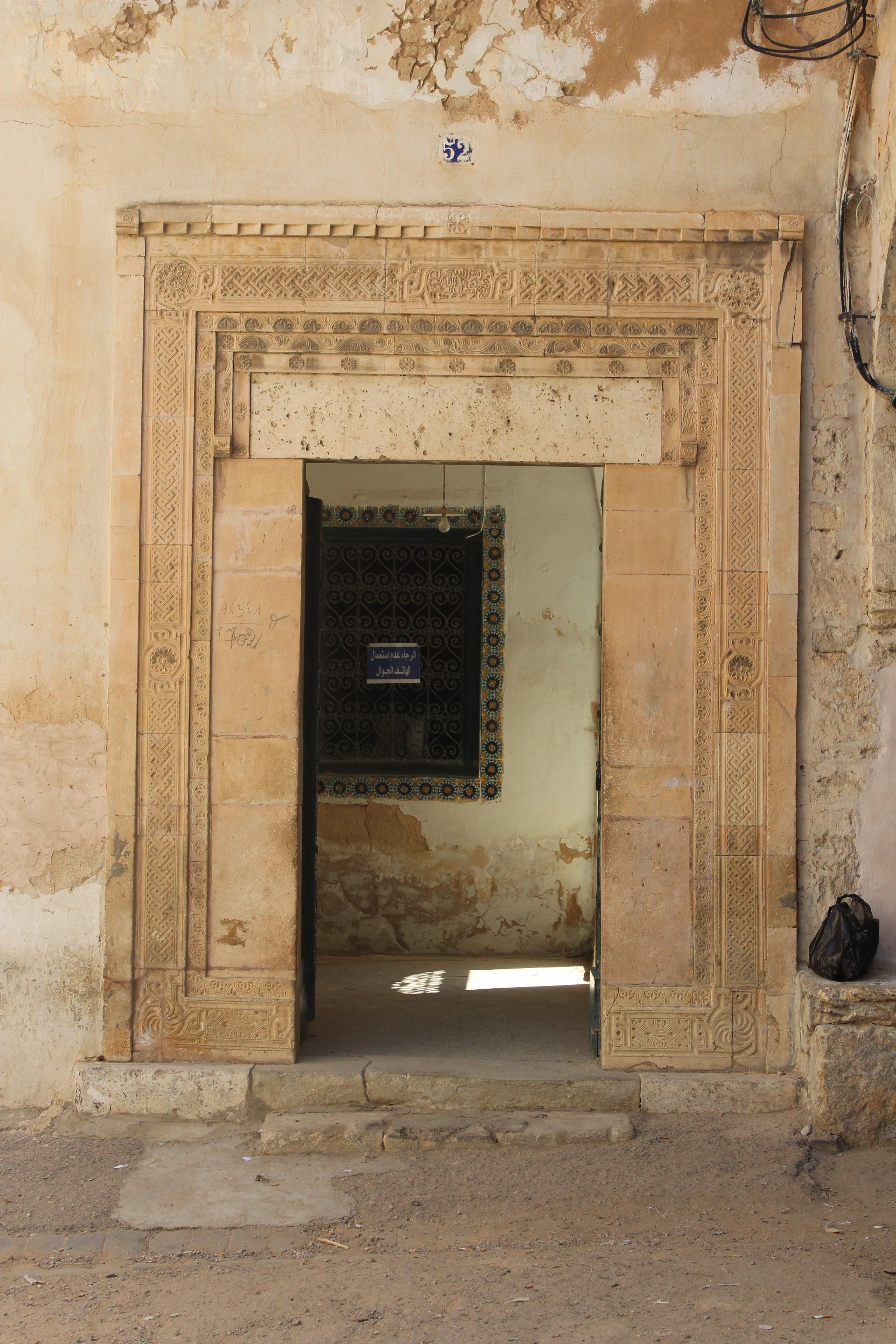
Entrée du mausolée.
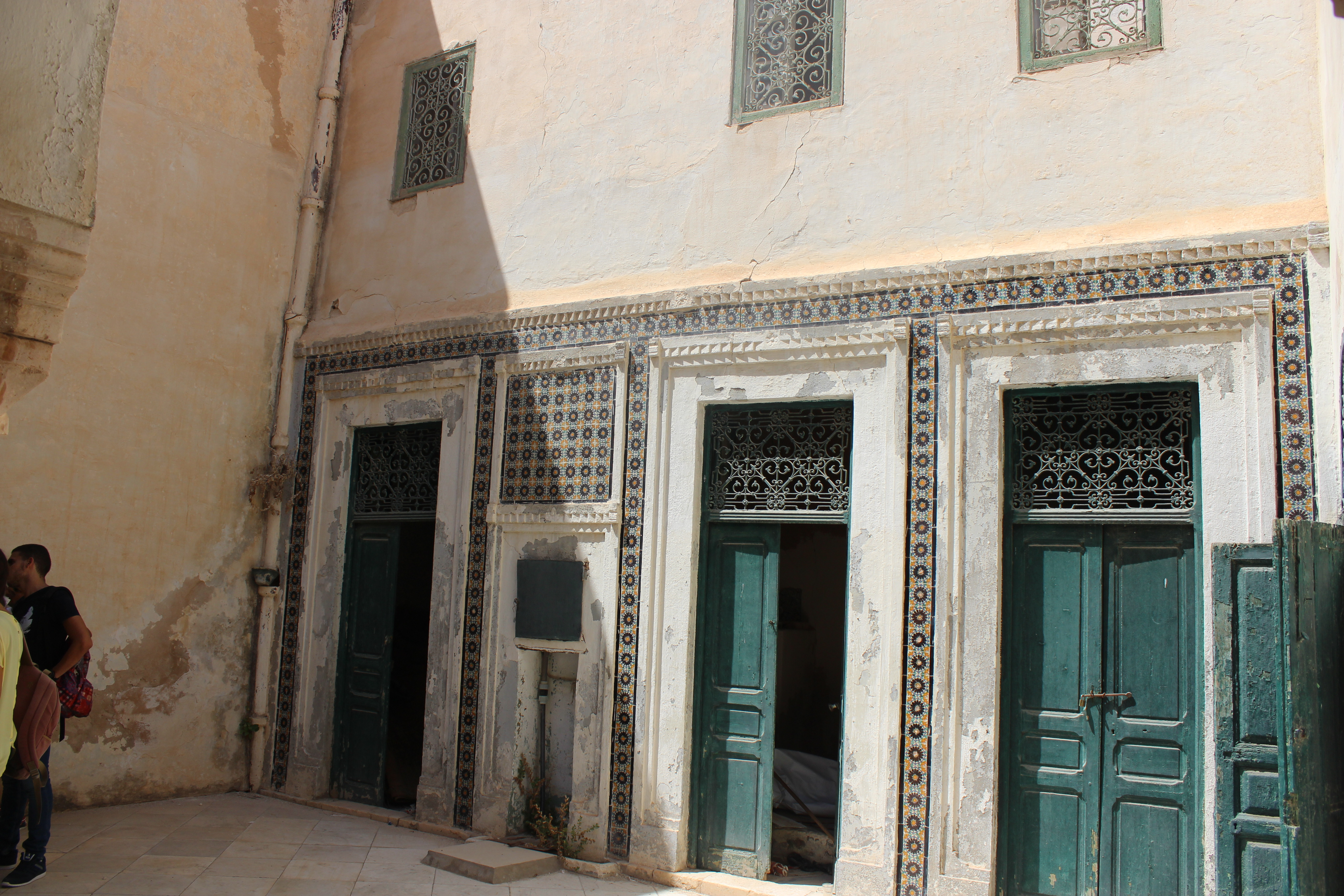
Une des façades du patio.
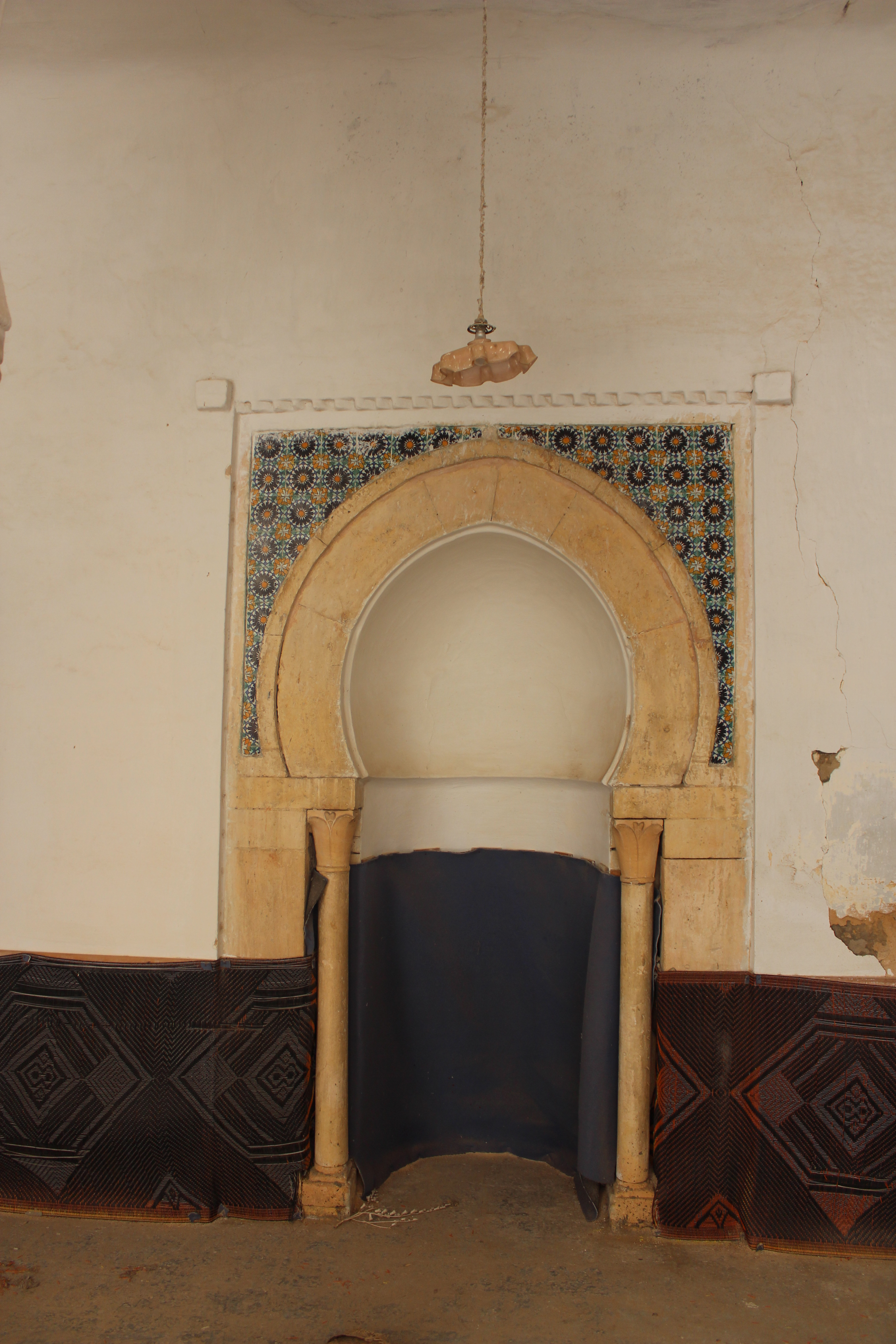
Mihrab du patio.
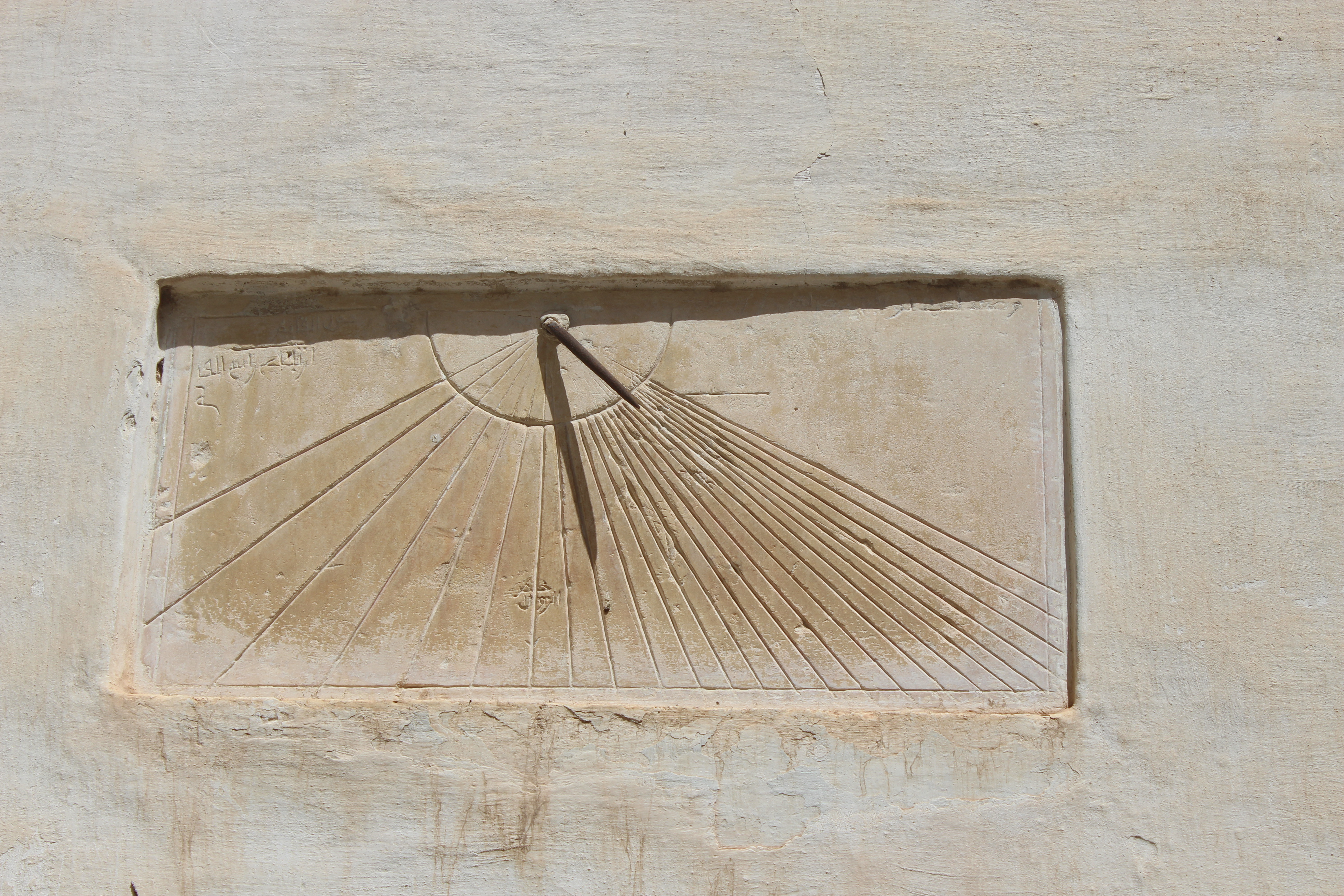
Horloge solaire du patio.
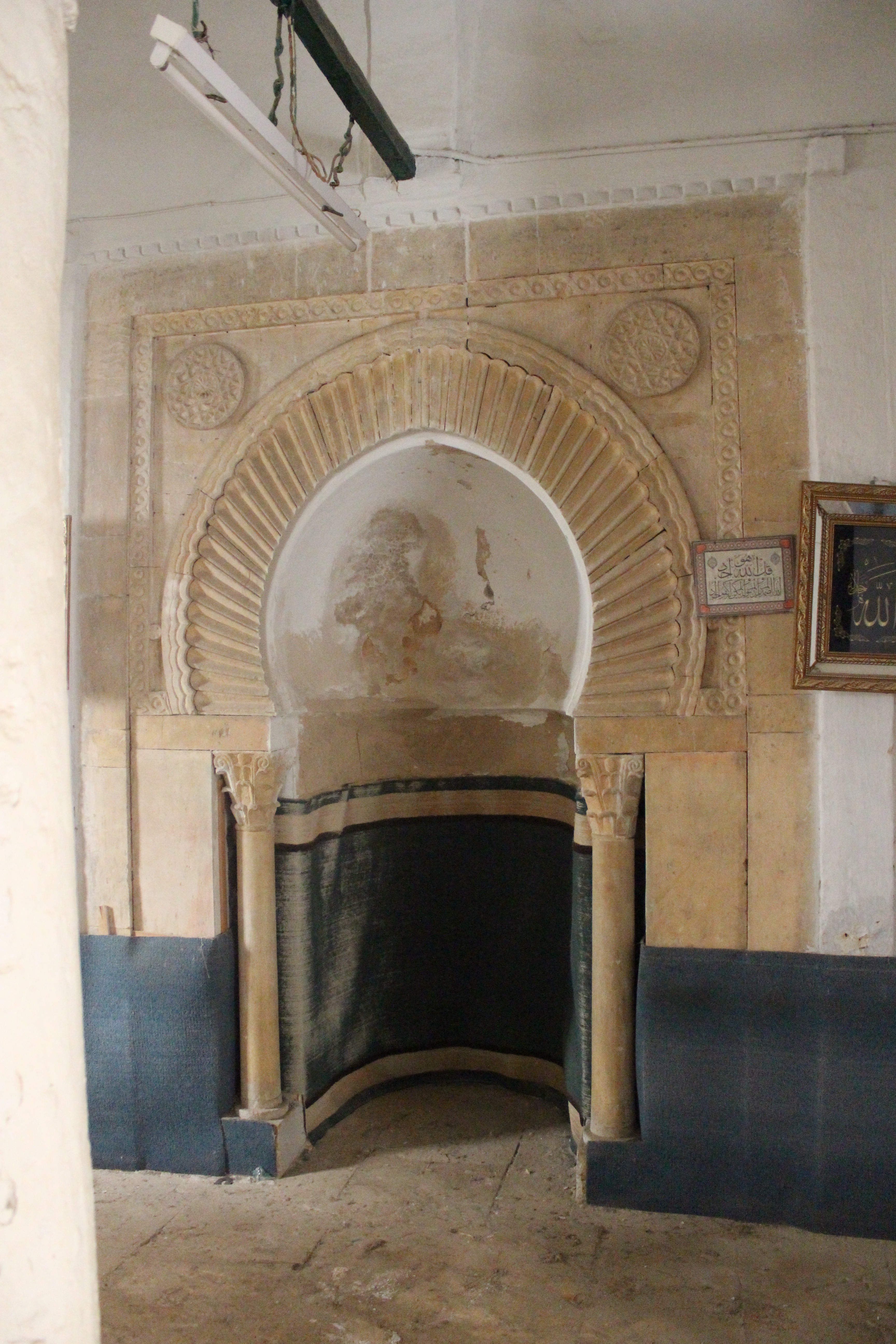
Mihrab de la salle de prière.

### Mode de construction
À l'image de la majorité des édifices de Sfax, le mausolée est construit en moellons avec du mortier à base de chaux. Sa toiture en voûtes d'arête repose sur des arcs en plein cintre outrepassés, soutenus par deux colonnes et des contreforts flanqués aux murs latéraux.

### Particularité de l'édifice
En le comparant aux autres zaouias célèbres de la médina de Sfax, ce mausolée se distingue par son allure austère, ses formes sobres et sa décoration très discrète. Cette conception modeste reflète l'idéologie adoptée par la confrérie de Sidi Ali Ennouri, une sorte d'ascétisme rejetant tout aspect monumental ou tout élément superflu susceptible d'attirer l'attention.